# Bezinghem
Bezinghem ist eine französische Gemeinde im Département Pas-de-Calais in der Region Hauts-de-France. Sie gehört zum Kanton Lumbres im Arrondissement Montreuil. 

## Lage
Die Gemeinde Bezinghem liegt im Nordwesten des Artois am Fluss Course, 15 Kilometer südöstlich von Boulogne-sur-Mer. Nachbargemeinden von Bezinghem sind, Zoteux im Nordosten, Bourthes im Osten, Preures im Südosten, Enquin-sur-Baillons im Süden, Beussent im Südwesten und Parenty im Westen Doudeauville sowie im Nordwesten.

## Bevölkerungsentwicklung
| Jahr                       | 1962 | 1968 | 1975 | 1982 | 1990 | 1999 | 2011 | 2022 |
| -------------------------- | ---- | ---- | ---- | ---- | ---- | ---- | ---- | ---- |
| Einwohner                  | 306  | 284  | 274  | 273  | 271  | 294  | 373  | 374  |
| Quellen: Cassini und INSEE |      |      |      |      |      |      |      |      |

## Sehenswürdigkeiten

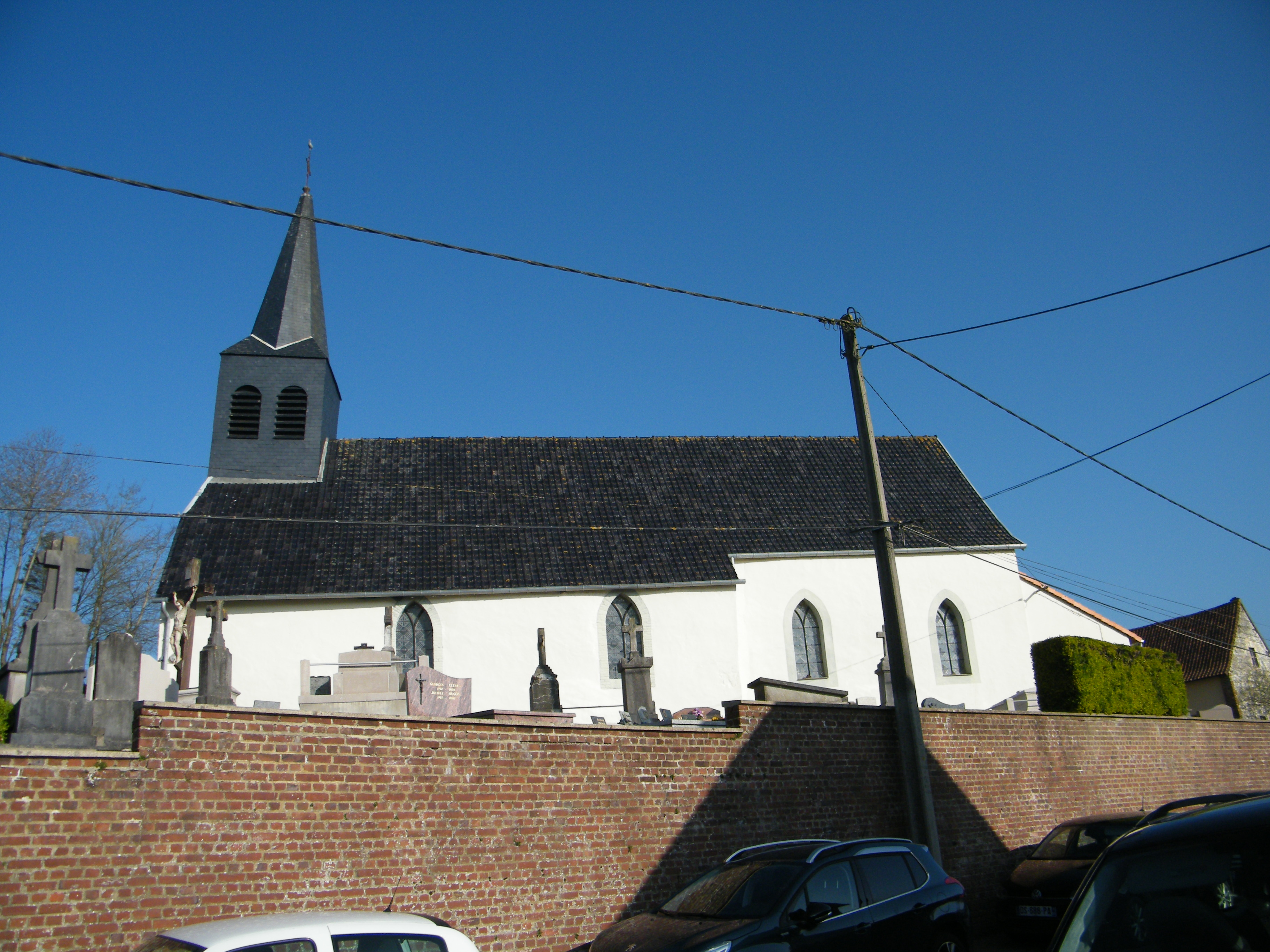
Kirche Saint-Martin
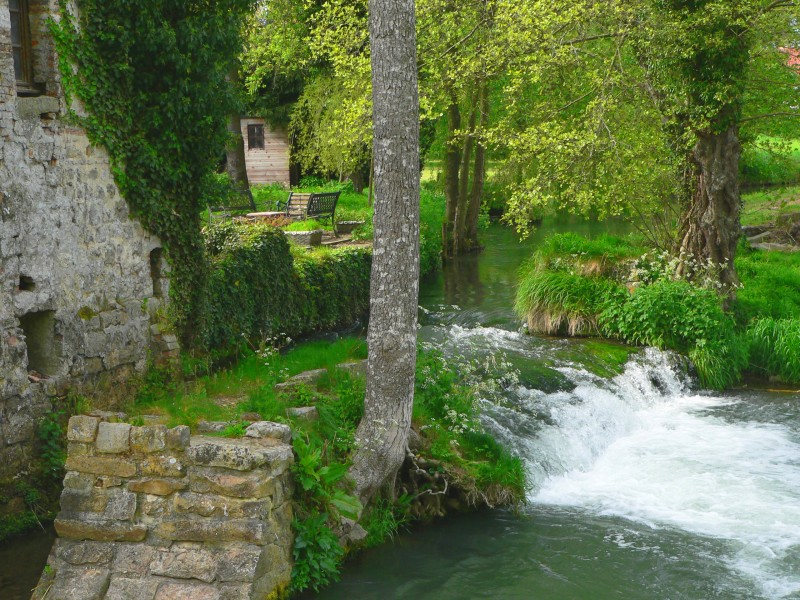
Ehemalige Wassermühle an der Course
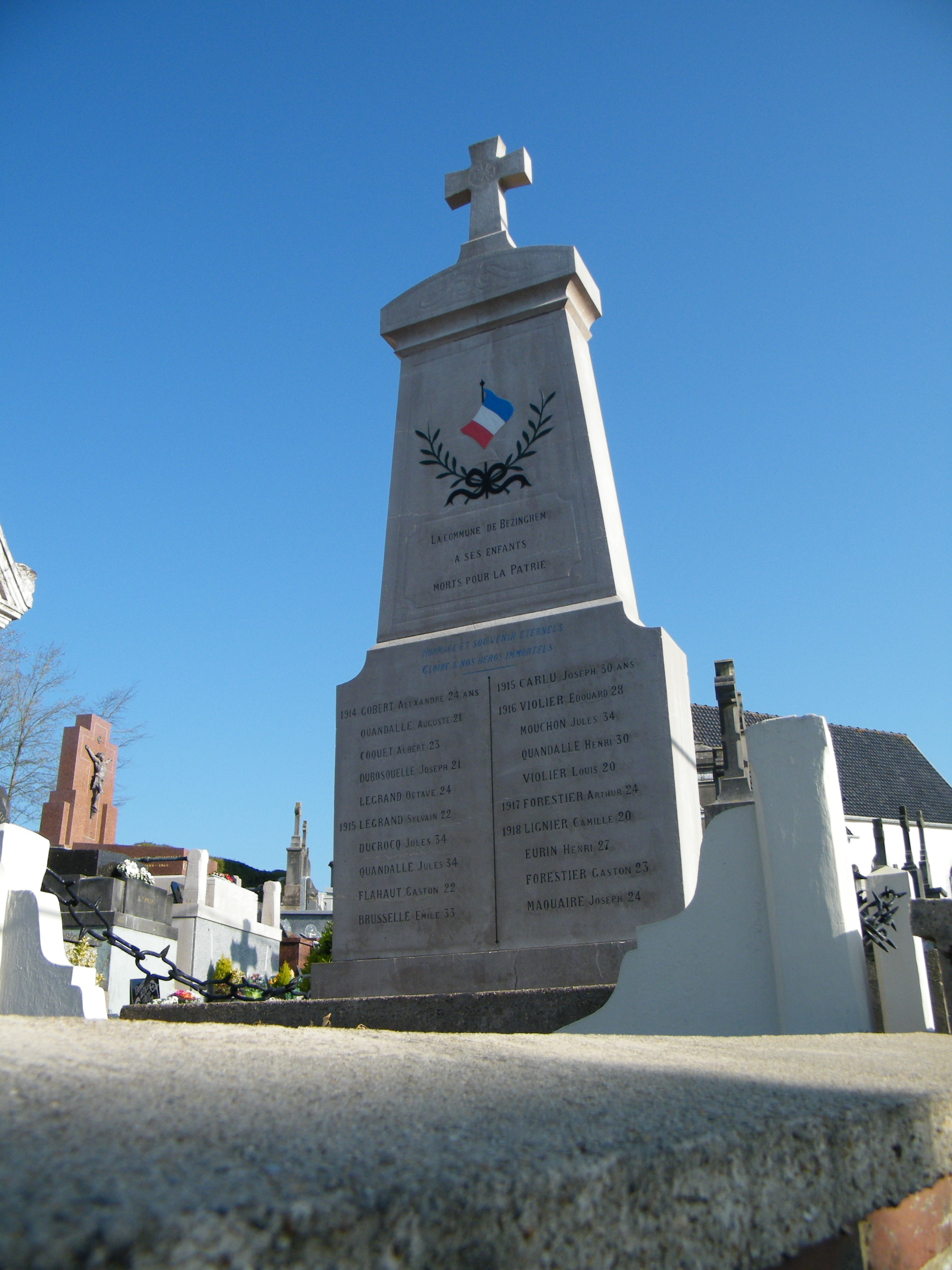
Gefallenendenkmal

- Kirche Saint-Martin
- Ehemalige Wassermühle an der Course
- Gefallenendenkmal